# Nabil Luka Babawi
 (octobre 2016).
Si vous disposez d'ouvrages ou d'articles de référence ou si vous connaissez des sites web de qualité traitant du thème abordé ici, merci de compléter l'article en donnant les références utiles à sa vérifiabilité et en les liant à la section « Notes et références ».
Nabil Luka Babawi (1944 à Bahgour) est un écrivain égyptien.
Il naquit en 1944, en Haute-Égypte, dans le village de Bahgour, près de Nagaa Hammadi, dans le gouvernorat de Qena. Diplômé de l'académie de police, il y fit carrière en y enseignant le Droit. Deux fois titulaire du grade de docteur, en Économie et en Droit, il est l'auteur de plusieurs ouvrages concernant les coptes et les rapports entre les musulmans et les non-musulmans. Chrétien orthodoxe, ses écrits récents sur l'islam lui ont valu, outre l'admiration d'une large audience musulmane, la nomination par l'Académie des Recherches islamiques en Égypte pour le Prix honoris d'État en Sciences sociales et la nomination par le Ministère des Habous marocain pour le prix Mohammed VI pour la pensée islamique.
Bon nombre de ses écrits où il prend la défense de l'islam sont motivés, d'après l'auteur, par la campagne de dénigrement dont cette religion a plus que jamais fait l'objet depuis les attentats du 11 septembre 2001. Ses prises de position n'ont pas manqué de soulever de vives critiques dans les milieux traditionalistes coptes, notamment en Amérique du Nord.